# Miguel Martínez de Campos y Antón
Miguel Martínez de Campos y Antón (Madrid, 30 de septiembre de 1839-29 de noviembre de 1906) fue un ingeniero y político español, hermano de Arsenio Martínez-Campos.

## Biografía
Inspector general del Cuerpo de Ingenieros de Caminos, Canales y Puertos, profesor de cálculo e hidráulica, y de máquinas (desde 1885), en la Escuela Especial del mismo cuerpo. Consejero de Estado. Miembro de la Real Academia de Ciencias Exactas, Físicas y Naturales desde 1879. Fue el introductor de los conceptos de par geométrico y de cadena cinemática.
Diputado del Partido Liberal Fusionista por Alcoy en las elecciones generales españolas de 1881, así como por Matanzas (Cuba) en las elecciones generales españolas de 1879. Diputado por Guayama (Puerto Rico) en las elecciones generales españolas de 1891, 1893 y 1896, senador vitalicio desde 1899.